# Lucien Van Acker
Lucien Van Acker (Ardooie, 24 april 1928 – aldaar, 4 maart 2025) was een Belgisch historicus. Van 1962 tot in 1993 was hij gemeentesecretaris van Ardooie. In 2009 werd hem de Cultuurtrofee van Ardooie toegekend.

## Levensloop
Lucien Van Acker studeerde in 1947 af als onderwijzer aan de Normaalschool van Torhout. 
Hij huwde in 1956 met Agnes de Mûelenaere (1927-2008), met wie hij 5 kinderen kreeg. Van Acker was bijzonder actief als heemkundige en historicus. Hij was betrokken bij de stichting van de Vlaamse Vereniging voor Familiekunde (1964, nu Familiekunde Vlaanderen), maakte genealogische studies en verzorgde lezingen. Jarenlang bracht hij de succesvolle voordracht over Hitler en zijn verblijf in Ardooie tijdens de Eerste Wereldoorlog en Hitlers vermeende nageslacht. Van Acker werd in 1992 ridder in de West-Vlaamse Orde van 't Manneke uit de Mane.

## Biekorf
In 1947, hij was toen 19, verschenen zijn eerste korte bijdragen in Biekorf. Er ging geen jaar voorbij of er verschenen langere of kortere bijdragen van zijn hand. Uitgebreidere studies wijdde hij aan de rundveepest in de achttiende eeuw, de paardenfokkerij, het oud boerengeslacht Van Rolleghem in Ardooie, steenkool in West-Vlaanderen, de opkomst van de aardappelteelt in West-Vlaanderen, de West-Vlaamse zeeverzekeringsmaatschappijen, gemeentelijke obligatieleningen in crisistijd, merinosschapen in het departement van de Leie, de confrérieën van Trinitariërs in West-Vlaanderen, enz.
Van 1982 tot en met 2007 was hij redactiesecretaris van Biekorf. Het was toen dat hij, op basis van de vele jaren studie en opzoekingen, honderden historische bijdragen publiceerde, over uiteenlopende onderwerpen in verband met de regio Roeselare-Tielt, het ancien régime en de Franse Periode, en de landbouwgeschiedenis. Uitgebreide studies betroffen het oude hospitaal van Torhout, de Vlaamse afstammelingen van de heilige Hubertus, West-Vlaamse emigranten in het Noorden en Franstalige immigranten in Westelijk Vlaanderen, hondenmerktekens, boekweit en andere. In de archieven van het Leiedepartement, een vaak vergeten bron, haalde hij gegevens boven, die het West-Vlaanderen in het begin van de negentiende eeuw belichtten. In totaal verschenen over een periode van 60 jaar meer dan duizend artikelen van zijn hand in Biekorf.

## Publicaties
- De geschiedenis van Koolskamp (samen met Alban VERVENNE & André CALLEWAERT), Koolskamp, 1996.
- voor zijn talrijke artikelen in Biekorf, zie: Luc FRANÇOIS en Jan VAN ACKER, Bibliografie Lucien Van Acker in Biekorf, in: Biekorf, 2008, blz. 15-39.
- Van Acker publiceerde ook in o.m.:
  - Brugs Ommeland,
  - VWS-cahiers,
  - Vlaamse Stam,
  - Iepers Kwartier,
  - Rollariensia,
  - Handelingen van het genootschap voor geschiedenis te Brugge,
  - Handelingen van de Koninklijke Geschied- en Oudheidkundige Kring van Kortrijk,
  - Jaarboeken van de Heemkundige Kring van Ardooie-Koolskamp,
  - Nationaal Biografisch Woordenboek,
  - diverse gelegenheidspublicaties.

## Guido Gezelle en Lucien Van Acker
Lucien van Acker heeft niet zoveel gepubliceerd over Guido Gezelle of de personen uit zijn  omgeving. Wel stelde hij tijdens zijn hoofdredacteurschap, Biekorf gastvrij open voor talrijke artikels over Gezelle. 
Hij volgde met aandacht wat elders over de Meester verscheen, meer bepaald in de publicaties van het Guido Gezellegenootschap en vooral van Gezelliana, waar hij regelmatig verslag over uitbracht. Zijn schoonbroer, priester José de Mûelenaere, was een actief publicist over Gezelle.